# X射线天文学

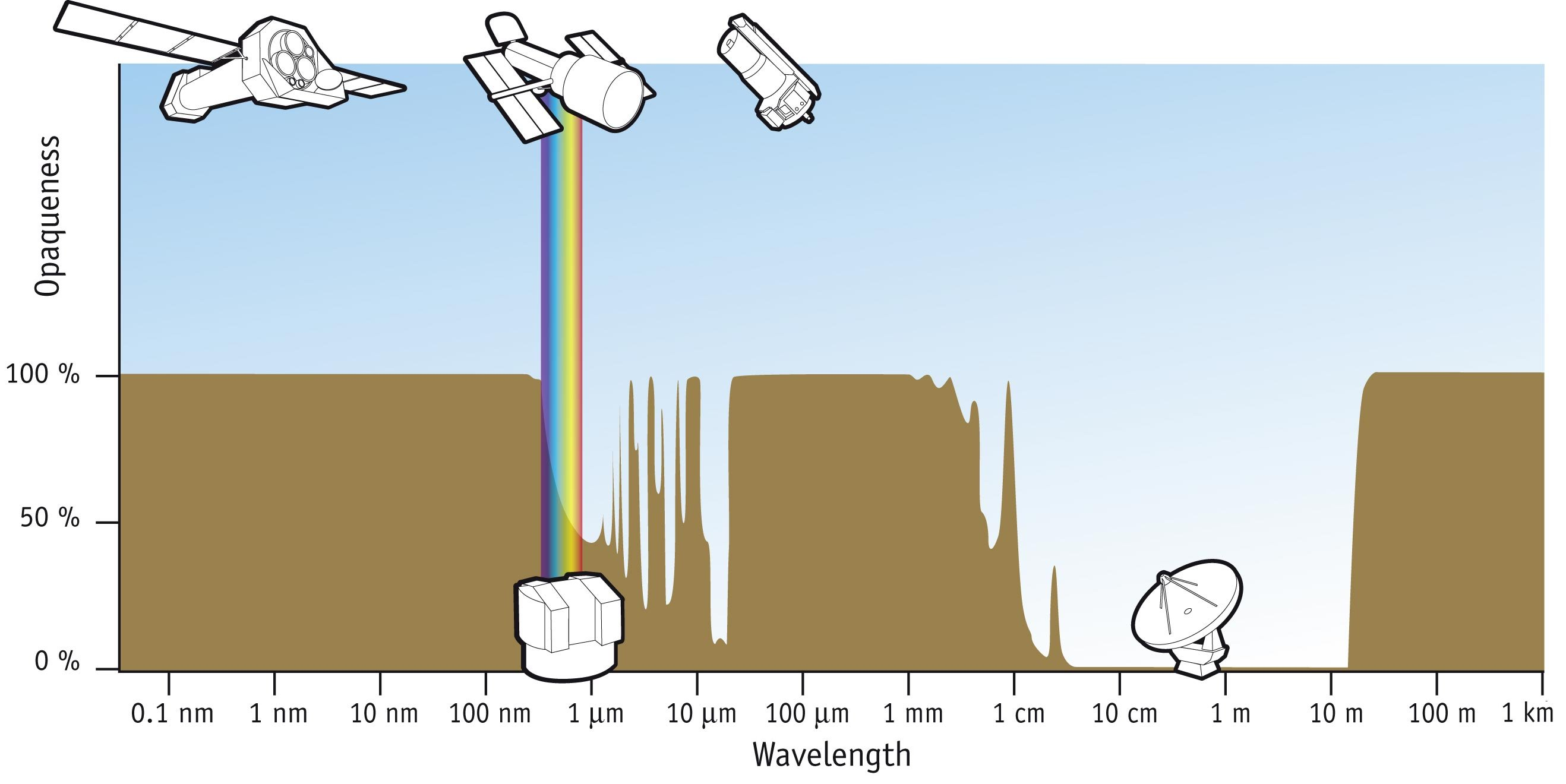
X射线始于 ~0.008 nm，并跨越电磁波谱延伸至 ~8 nm，在该范围内地球大气层是不透明的。

X射线天文学是以天体的X射线辐射为主要研究手段的天文学分支。X射线天文学中常以电子伏特（eV）表示光子的能量，观测对象为0.1keV到100keV的X射线。其中又将0.1keV-10keV的X射线称为软X射线，10keV-100keV称为硬X射线。由于X射线属于电磁波谱的高能端，因此X射线天文学与伽玛射线天文学同称为高能天体物理学。
宇宙中辐射X射线的天体包括X射线双星、脉冲星、伽玛射线暴、超新星遗迹、活动星系核、太阳活动区，以及星系团周围的高温气体等等。由于地球大气层对于X射线是不透明的，只能在高空或者大气层以外观测天体的X射线辐射，因此太空天文卫星是X射线天文学的主要工具。

## X射线天文学的起源
1949年9月，美國海軍研究實驗室（NRL）的研究人员在新墨西哥州的白沙导弹靶場，使用德国V-2火箭搭载的盖革计数器，首次观测到了太阳日冕发出的X射线，证实了太阳是一个X射线源，1956年，人们又利用气球上发射的固体火箭观测到了太阳耀斑发出的X射线。由于月亮反射太阳的光，人们推测月亮也会发出微弱的X射线荧光。1962年6月18日，美籍意大利裔天文学家里卡尔多·贾科尼等人利用Aerobee探空火箭升至150公里的高空，在X射线波段开始了全天范围内的扫描。火箭上带有三个盖革计数器，利用X射线穿透的窗口厚度不同，可以记录下光子的能量，同时利用火箭自身的旋转确定X射线源的方向。这次试验原本是想观测月亮的X射线辐射，但是这个目的没有实现，却在火箭滞空的6分钟里，在距离月亮大约25度的地方，意外地发现了一个很强的X射线源，因为位于天蝎座，命名为天蝎座X-1。后来证实为来自银河系中心的X射线辐射。天蝎座X-1是人类发现的除太阳以外的第一个宇宙X射线源。这次观测被认为是X射线天文学的开端。贾科尼也因他开创性的贡献获得2002年的诺贝尔物理学奖。

## X射线天文学观测设备

### X射线探测器
气体探测器是X射线天文学上广泛使用的观测设备。它在密闭容器中充有数个大气压的以惰性气体为主的混合气体，中间有一根或多根阳极丝，并在周围加高压电场。它可以用来计数单个X射线光子，并将计数率转换成流量。一般有一根阳极丝的这类探测器称为正比计数器，有多根阳极丝的称为多丝正比室。早期X射线天文卫星多装有这类探测器，用卫星本身的旋转来确定X射线源的方向。
半导体探测器以半导体作为探测设备，当X射线入射到探测器上，就会产生一个电子空穴对。其特点是能量分辨率和探测效率较高，但是不能做得很大。随着现代技术的发展，设备应用于X射线探测。1993年发射的日本ASCA卫星是首个应用CCD设备进行X射线成像的天文卫星。闪烁探测器通过荧光的方式探测X射线或者带电粒子，主要由闪烁体、光电倍增管等组成。常见的闪烁体有，用它作成的闪烁探测器也被称为探测器。
微通道板探测器（MCP）原理如同多个微型光电倍增管，在金属薄板上打出多个小孔，用类似的排列方式获得入射X射线光子的能量、位置等信息。伦琴卫星（ROSAT）采用了这种探测器。

### 空间X射线成像设备
由于X射线照射普通物质时会穿透或吸收，不能像可见光一样发生反射和折射，人们发明了掠射式望远镜，让X射线以近乎平行的角度照射在金属板上发生反射，从而聚焦成像，用这个原理制造的望远镜称为掠射式望远镜，主要用于软X射线的成像。1963年贾科尼在探空火箭上安装了第一个能成像的X射线探测器。1970年代早期美国的天空实验室上搭载了掠射式望远镜，用于拍摄太阳。爱因斯坦卫星是首个应用大型掠射式望远镜的X射线天文卫星。目前大部分X射线天文卫星上都安装了掠射式望远镜，口径和分辨率都在不断提高。
对于硬X射线，掠射式方法不再有效，通常采取调制型成像技术，用硬件方法实现X射线源的时间或空间上的调制，而后用软件方法解调得到信息。常用的有编码孔成像，采用此技术的有欧洲的国际伽玛射线天体物理实验室（INTEGRAL）等。

## X射线天文卫星

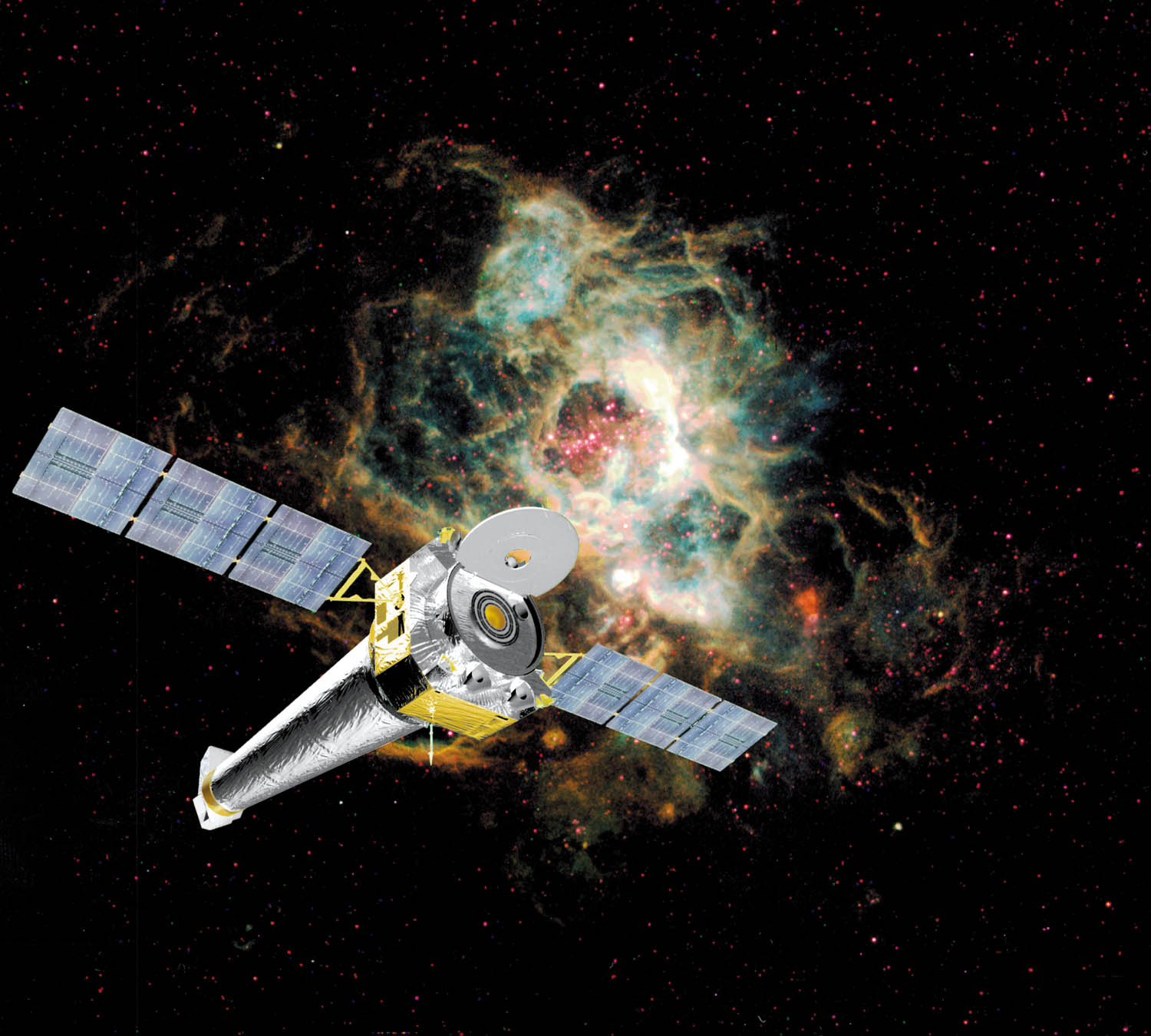
1999年发射的钱德拉X射线天文台.

X射线天文学的兴起得益于20世纪70年代空间天文技术的快速进步。1960年代末，人们利用火箭和气球已经确定了大约30个左右的X射线源，包括椭圆星系、蟹状星云脉冲星等。在贾科尼的领导下，1970年12月，美国在肯尼亚发射了人类历史上第一颗X射线天文卫星—乌呼鲁卫星。该卫星在轨期间进行了系统的X射线巡天，确定了339个X射线源，发现了许多银河系中的X射线双星、来自遥远星系团的X射线，以及第一个黑洞候选天体—天鹅座X-1。并于1977年公布了包括231个X射线源的乌呼鲁X射线源表（4U）。
继乌呼鲁卫星之后，1970年至1980年代，代各国相继发射了一系列X射线天文卫星，包括英国的羚羊5号、荷兰天文卫星、美国的小型天文卫星3号、高能天文觀測站1號和高能天文觀測站2號（又名爱因斯坦卫星）、欧洲的X射线天文卫星（EXOSAT）、日本的银河卫星等。美国的天空实验室上也安装了X射线望远镜用于观测太阳。其中，1978年发射的爱因斯坦卫星首次采用了大型掠射式X射线望远镜，能够对X射线源进行成像，是1970年代取得成果最多的X射线卫星。
20世纪90年代，意大利和荷兰共同研制的BeppoSAX卫星发现了伽玛射线暴的X射线余辉。德国、美国、英国联合研制的伦琴卫星（ROSAT）在软X射线波段进行了首次巡天观测，在9年时间里新发现了7万多个X射线源，使X射线源的总数达到了12万个。1993年日本发射的宇宙學和天體物理學進階衛星则首先将设备用于X射线成像。美国的罗西X射线时变探测器（RXTE）虽然不能成像，但是能够探测X射线源的快速光变。
1999年，两颗重要的X射线天文卫星—美国的钱德拉X射线天文台和欧洲的XMM-牛顿卫星先后发射升空。后者具有极高的谱分辨率，而前者兼具了非常高的空间分辨率（0.5角秒）和谱分辨率，它们是21世纪初X射线天文学主要的观测设备，开启了X射线天文学的新时代，取得了一大批重要的研究成果。除此之外，1990年代升空的X射线望远镜还有俄罗斯发射的探测高能X射线的伽马1卫星、日本发射的用于观测太阳耀斑的阳光卫星等。
截至2006年，正在工作的X射线天文卫星有欧洲的XMM-牛顿卫星、美国的罗西X射线时变探测器、钱德拉X射线天文台、日本的朱雀卫星。此外，欧洲的国际伽玛射线天体物理实验室（INTEGRAL）、美国用于观测伽玛射线暴的雨燕卫星（Swift）、日本用于观测太阳的日出卫星也安装有X射线观测设备。

## 天体的X射线辐射
到了20世纪90年代，人们已知的X射线源数量已达到约二十万。早期的X射线源一般以星座名和发现顺序命名，如天蝎座X-1，半人马座X-3等。这些X射线源通常需要证认其光学波段的对应体。目前已经知道的银河系以内的X射线源包括恒星的冕层和星风、超新星遗迹、致密星、X射线双星等等。类似的X射线源在大、小麦哲伦云等邻近星系中也有发现。活动星系核以及更大尺度的星系团也是X射线源。太阳系以内的X射线源包括太阳、月球、行星、彗星等，它们的X射线辐射主要来自于反射太阳的X射线产生的荧光。较强的宇宙X射线源在银道面附近比较集中。此外，天空中还弥漫着X射线背景辐射。

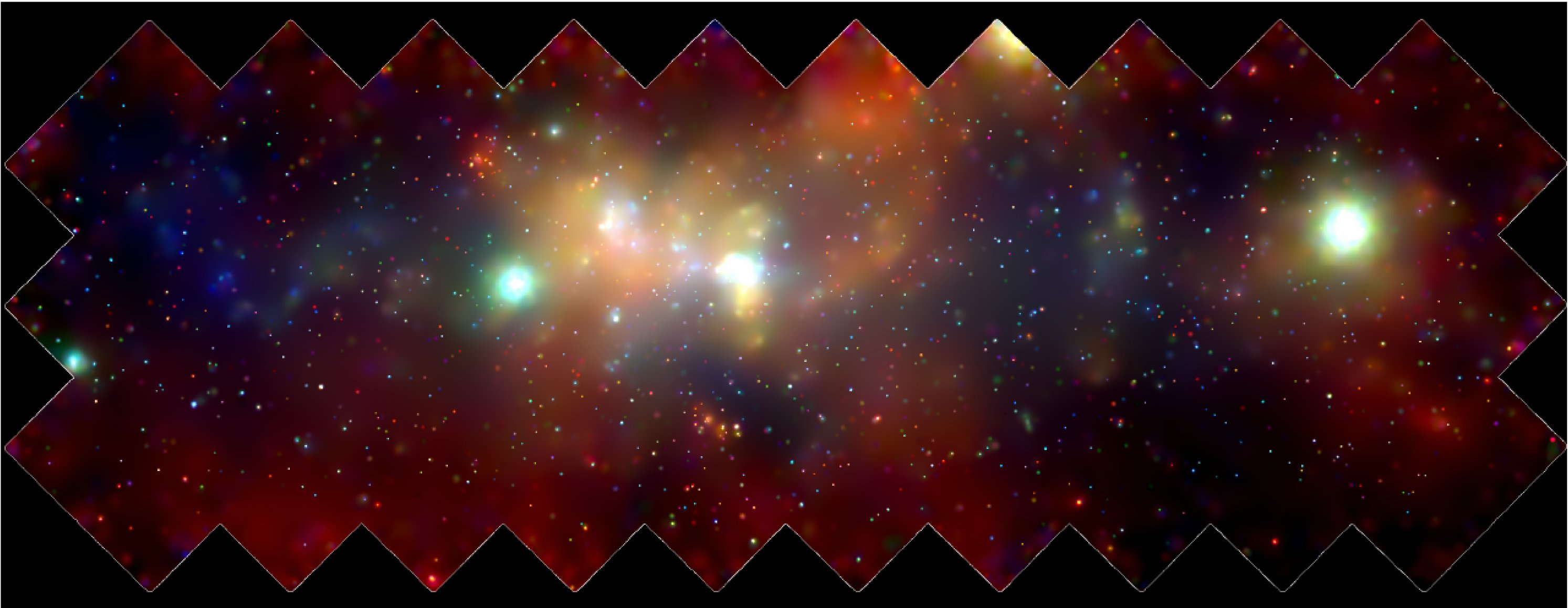
钱德拉X射线望远镜拍摄的银河系中心区域X射线图像

天体的X射线辐射主要来自核聚变、激波、以及吸积造成的引力能释放等过程，常见的辐射机制有热辐射、轫致辐射、同步辐射、逆康普顿散射。其中，高温气体和高能电子扮演了重要角色。热辐射的温度要达到106K量级才可以显著地发出X射线辐射，高能电子在各种非热辐射中是不可缺少的，这些过程涉及到物理学中的很多基本问题。而宇宙天体当中提供了地面实验难以达到的各种极端环境，如高温、高密、大尺度、强磁场，X射线天文学能够和物理学互为基础、相互促进。

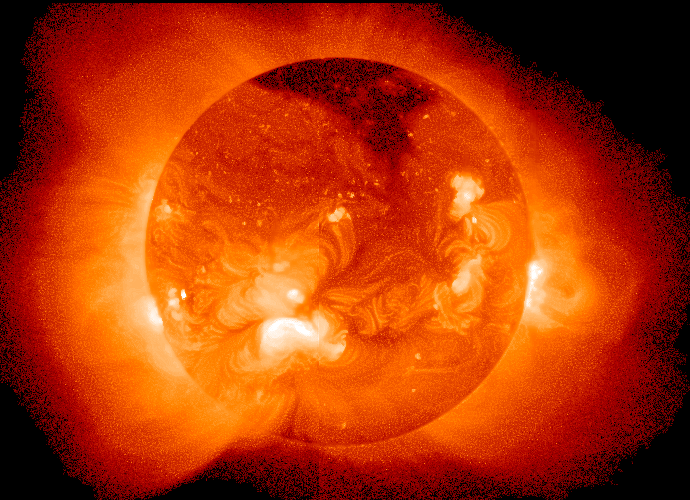
阳光卫星拍摄的软X射线波段太阳照片，显示出北极附近区域巨大的冕洞。

在地球上看，太阳是天空中最强的X射线源，并且其辐射强度随太阳活动剧烈程度的不同而差异很大。太阳的X射线主要是日冕发射的。在软X射线照片上，太阳表面表现出一个巨大的、X射线辐射明显偏低的区域，称为冕洞，被认为是太阳风的来源。太阳耀斑是太阳系内能量最高的爆发现象，其中X射线波段的爆发称为X射线耀斑。耀斑的高能X射线被认为产生于非热电子的轫致辐射过程。
X射线双星是一类发出明亮X射线辐射的双星，双星系统中有一颗为致密星，通常为中子星或黑洞。根据伴星的质量，X射线双星大体上可以分为高质量X射线双星和低质量X射线双星两类，它们有各自不同的产能机制。最早确认的X射线双星是半人马座X-3和武仙座X-1，1971年乌呼鲁卫星观测到了它们的X射线脉冲，并且发现它们都因两颗子星相互绕转而表现出周期性的掩食。典型的X射线脉冲星X射线波段的光度为1036-1038erg/s，比太阳全波段的光度高3到5个数量级。低质量X射线双星还表现出X射线暴等非常剧烈的爆发现象。
活动星系核是X射线天文学的重要研究对象，它们是一类高光度的天体，辐射功率可达1043-1047erg/s，其中约一半左右是X射线辐射。人们普遍认为活动星系核的产能机制来源于黑洞及其吸积盘的物理过程。X射线光谱中铁元素能量为6.4keV的Kα发射线是研究黑洞、吸积盘的有力工具。由于黑洞附近强引力场的相对论效应，Kα线往往变得宽而倾斜，同时发生较大的多普勒位移，根据铁的Kα线的位置、轮廓等信息可以推断出黑洞周围的极端物理状况。
星系团中含有大量的星系际气体，其质量往往可以达到星系团可见物质总质量的3-5倍，并且由于星系团中强引力势阱的束缚，这些气体能够长期稳定存在，并被压缩到很高的温度（可达108K），从而发出明亮的X射线辐射，这使得星系团的X射线辐射功率可以达到1043-1045erg/s，是宇宙中最强的X射线源之一。由于星系团中的暗物质往往是与高温气体共存的，所以X射线天文学的研究可以导出暗物质的性质。

## X射线天文学的研究现状
目前，X射线天文学的主要研究课题包括X射线双星、X射线脉冲星、超新星遗迹、致密星、伽玛射线暴的X射线余辉、太阳的高能过程、黑洞、活动星系核、星系团中的气体与暗物质、宇宙X射线背景辐射等等。20世纪40年代以来，X射线天文学已经从简单的X射线源观测转向X射线光谱学的精细研究。高分辨率的X射线光谱首先由爱因斯坦卫星上的光谱仪获得，如今，钱德拉X射线望远镜和XMM-牛顿卫星使得天文学家们能够证认出特征谱线。而空间X射线卫星已经获得了不亚于地面大型光学望远镜的空间分辨本领，同时，数据处理水平也在快速提高，这些都令X射线天文学已经成为天文学中观测资料最丰富、研究最活跃的领域之一。

## 延伸阅读
- 王绶琯，周又元，X射线天体物理学，科学出版社，1999年10月，ISBN 7-03-007127-1
- arXiv:astro-ph/0202263
- arXiv:astro-ph/0302229